# 사우스캐롤라이나주
사우스캐롤라이나주(영어: State of South Carolina)는 미국 남부에 있는 주다.
북쪽으로 노스캐롤라이나주, 서쪽과 남쪽으로 서배너 강을 사이에 둔 채 조지아주와 접하며, 동쪽으로는 대서양과 닿아 있다. 가장 큰 도시는 주도인 컬럼비아다.

## 행정구역
- 애비빌
- 에이컨
- 앨런데일
- 찰스턴
- 오렌지버그
- 매코믹
- 렉싱턴
- 리치랜드
- 페어필드
- 스파턴버그
- 체스터
- 유니온
- 그린빌
- 체스터필드
- 딜런
- 칼훈
- 앤더슨
- 뷰퍼트군
- 리

## 역사

### 원주민의 시대
백인 정착자들이 오기 전에 현재 사우스캐롤라이나에는 30개 이상의 인디언 종족들이 살았다. 주요 종족들로는 카토바 족, 체로키 족과 야마세 족 등이 있었다. 카토바 족은 수 어족 단체에, 체로키 족은 이로쿼이 어족 단체에, 그리고 야마세 족은 머스크호긴 어족에 속하였다. 원주민들은 반영구적인 통나무 오두막에 살았고, 대부분 수확물을 재배하였다.

### 탐험과 정착
1521년 프란시스코 고르딜로가 캐롤라이나 해안을 탐험한 스페인 원정대를 이끌었다. 고르딜로는 도미니카 공화국의 스페인 지배 산토도밍고에서 왔다. 1526년 히스파니올라섬에 있는 산토도밍고에서 온 재판관 루카스 바스케스 데 아일론이 현재 미국에 첫 유럽인 정착지를 설립하였다. 그는 산미겔 데 괄다페라고 이름을 지었다. 아일론은 현재 조지아와 사우스캐롤라이나의 해안이라고 역사가들이 믿는 지역에 히스파니올라 섬에서 온 대략 600명의 주민들을 지도하였다. 식민지는 대략 반해 만을 지속하였다. 정착자들은 병과 나쁜 기후로 말미암아 히스파니올라 섬으로 돌아갈 수 밖에 없게 되었다. 1562년과 1565년 사이에 프랑스의 탐험가들은 포트로열과 더욱 남쪽에 있는 다른 장소에 정착을 시도하였다. 그들은 실패하였는 데 부분적으로 식량 부족의 이유였다.
잉글랜드는 1600년대 초반에 북아메리카 본토의 전체를 주장하였다. 잉글랜드인들은 1497년 존 캐벗의 항해에 자신들의 주장을 기초에 두었다. 1692년 잉글랜드의 찰스 1세는 북아메리카의 대지를 로버트 히스 경에게 승인하였다. 승인의 일부는 오늘날의 사우스캐롤라이나주와 노스캐롤라이나 주를 포함한 대지의 분해였다. 분해는 태평양으로 뻗어나갔다. 이 대지는 찰스의 대지라는 의미로 캐롤라나 주라가 불리었다. 1663년 캐롤라이나로 스펠링을 바꾸었다. 히스 경은 캐롤라이나의 지역에서 정착지들을 설립하는 데 시도를 하지 않았다.
1663년 찰스 2세가 8명의 잉글랜드 귀족들에게 캐롤라이나를 승인하였다. 1669년 소유자들은 정착자들을 아메리카로 보냈다. 정착자들은 1670년에 도착하여 현재 찰스턴 근처에 있는 앨버말포인트에 첫 영구적 백인 정착지를 세웠다. 식민주의자들은 1680년 오이스터포인트로 이동하여 정착지를 찰스타운이라고 이름을 지었다. 1783년 찰스턴으로 스펠링을 바꾸었다.

### 식민지 시절

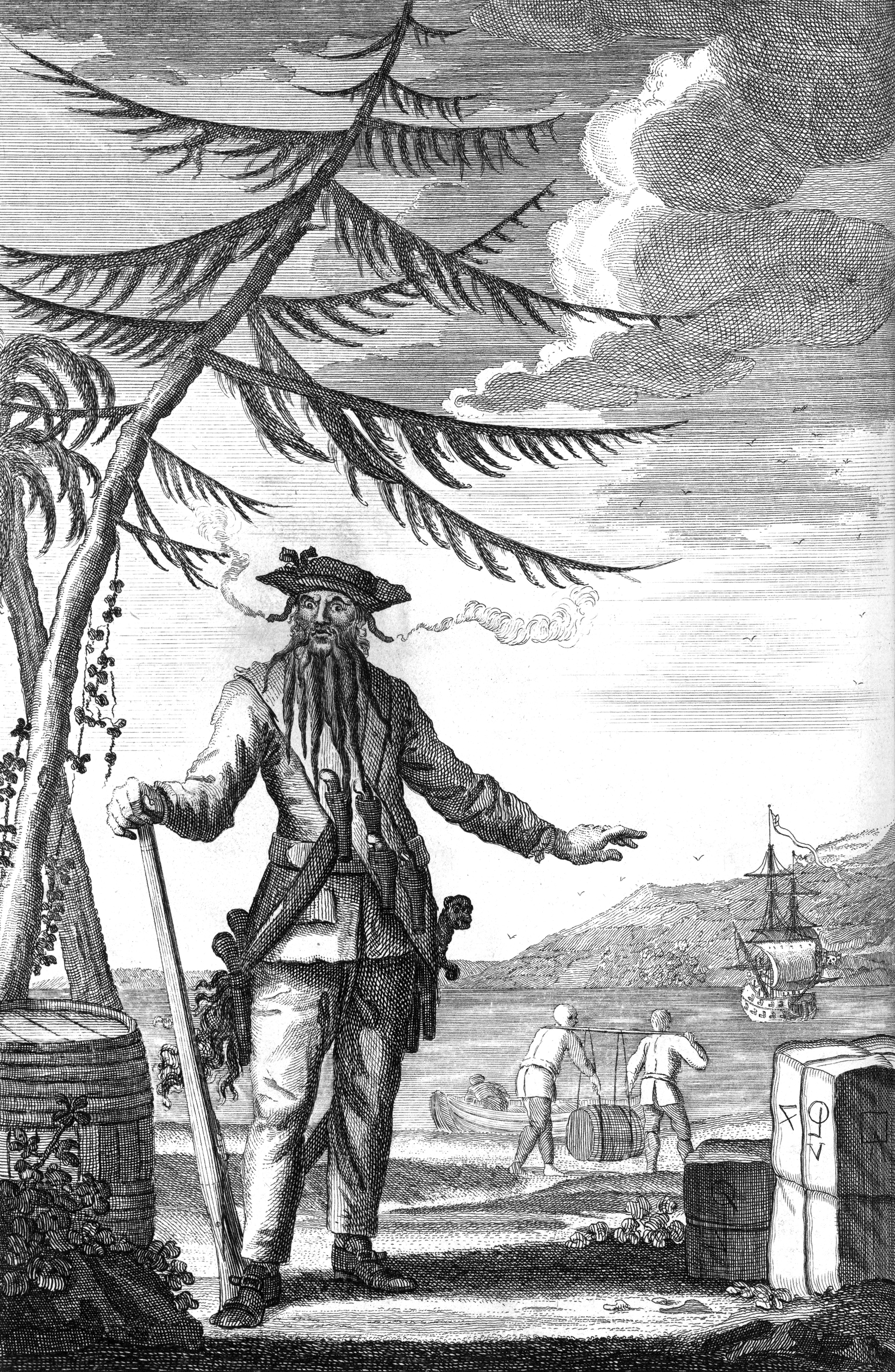
캐롤라이나와 버지니아 해안들을 공포 정책으로 지배한 블랙비어드

소유자들은 캐롤라이나에서 자치 정부를 제한하기를 원하였다. 그들은 또한 적들의 식민지 위협에 맞서 정착자들을 보호하는 데 실패하였다. 앤 여왕 전쟁이 일어나는 동안 식민주의자들은 찰스턴에서 프랑스와 스페인군을 되돌아가게 하였다. 그들은 1715년과 1718년 사이 야마세 원주민에 의한 공격과 몇몇 해적 습격들에 대항하여 성공적으로 방어하였다. 이 전투들 동안에 식민주의자들은 권력있는 소유자들로부터 약간의 도움을 받았다. 1719년 소유자들은 식민주의자들이 요구하는 법안들을 거절하였다. 그 결과 그해에 식민주의자들이 반란을 일으켰다.
사우스캐롤라이나 지역은 프랑스와 스페인의 공격에 대항하는 영국의 남부 방어선이었다. 부분적으로 결과로서 조지 1세는 1719년 소유 지배의 타도를 받아들이고 사우스캐롤라이나를 기꺼이 왕립 식민지로 만들었다. 영국은 식민지로 다스렸으나 주민들에게 자치 정부를 허락하였다. 1710년 이래  노스캐롤라이나와 사우스캐롤라이나는 별도의 총독들이 있었다. 1729년 영국 정부는 소유자들의 재산 권리들을 가져왔다. 1732년 사우스캐롤라이나의 남부는 조지아 식민지가 되었다.
1700년대 중반 동안에 많은 사우스캐롤라이나 주민들은 해안 정착지로부터 내륙 지방으로 이동하였다. 내륙 지방의 인구는 또한 펜실베이니아와 버지니아에서 온 정착자들로 말미암아 증가하였다. 1775년 사우스캐롤라이나에 대략 70,000명의 백인과 대략 100,000명의 흑인이 살았다. 흑인 대부분은 노예 신분이었다.

### 미국 독립 전쟁

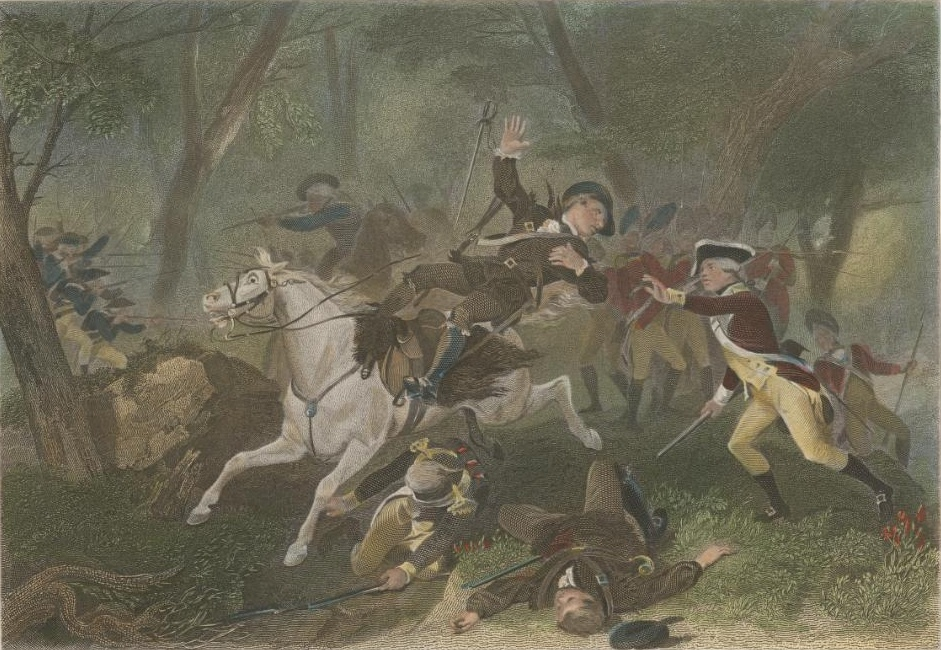
킹스마운틴 전투 (1780년)

1760년대 동안에 영국은 사우스캐롤라이나와 다른 아메리카 식민지들에서 불안을 일으킨 여러 법률들을 통과시켰다. 이 법률들의 대부분은 새로운 세금 혹은 제한된 식민지 무역을 세웠다. 토리당으로 불린 어떤 사우스캐롤라이나 주민들은 법률의 악의에서 영국에 충성을 몰아넣었다. 그러나 휘그당으로 불린 주민의 대다수는 독립에 호의를 가졌다.
1775년 미국 독립 전쟁이 매사추세츠 식민지에서 시작되었다. 사우스캐롤라이나는 많은 중요한 전투들의 장면이 되었다. 1776년 6월 영국군이 상륙하여 찰스턴을 공격하였다. 그러나 설리반스 아일랜드 전투에서 식민주의자들이 영국군을 물리쳤다. 영국군의 2번째 공격이 1779년 찰스턴에 다시 돌아왔다. 영국군은 1780년에 도시를 포획하였다. 그해 8월에 영국군은 캠던에서 호레이쇼 게이츠 장군 아래의 식민지군을 꺾었다. 영국과 그들의 토리당 연합군은 그러고나서 사우스캐롤라이나의 대부분을 통치하였다. 1780년 10월 7일의 킹스바운틴 전투과 1781년 1월 17일 카우펜스에 식민지군의 승리들은 남부에서 전쟁의 역전을 이루었다. 1781년 너대니얼 그린 장군 아래의 식민지군은 영국군을 사우스캐롤라이나에서 버지니아로 몰아냈다. 사우스캐롤라이나 국민군이 지역으로부터 더 작은 영국군 부대들을 강요하였다. 유명한 국민군의 지도자들은 소택지의 여우로 불린 프랜시스 매리언, 싸움닭으로 불린 토머스 섬터와 앤드루 피켄스를 포함하였다. 1782년 영국군은 찰스턴에서 철수하였다. 전쟁이 일어나는 동안에 주에서 200개 이상의 전투들 혹은 작은 싸움들이 주에서 일어났다.
1778년 7월 9일 사우스캐롤라이나는 연합 규약을 찬성하여, 1788년 5월 23일 8번째 주로서 합중국에 가입하였다.

### 국회의 법령을 따르지 않는 주
사우스캐롤라이나주는 강하게 주들의 권리와 자유 무역을 성원하였다. 주민들은 사우스캐롤라이나의 경제가 거대하게 유럽 국가들과 무역에 의지한 이유로 연방 관세를 반대하였다. 관세는 당연히 이 무역을 단념시켰다. 1819년 공황이 미국에 타격을 주고 사우스캐롤라이나 주민들은 자신들의 경제적 문제에 대해 연방 관세를 핑계로 삼았다. 이 법률은 "증오의 관세"라고 불렸다. 1828년 사우스캐롤라이나 출신의 존 C. 칼훈 부통령은 사우스캐롤라이나 설명을 썼다. 이 문서는 주가 비헌법적으로 여겨진 연방 법률에 의하여 아무런 주도 의무가 없다고 선언하였다. 1832년 다른 고도 관세 법률이 통과된 후, 사우스캐롤라이나주는 "무효의 법령"을 채택하였다. 이 법령은 1828년의 관세 조례를 선언하였다. 앤드루 잭슨 대통령은 법률을 집행하는 데 사우스캐롤라이나주에 군인들을 보냈다. 그러나 미국 의회는 1833년 타협 관세 법안을 통과시키고 주는 "무효의 법령"을 무효로 하였다.

### 남북 전쟁

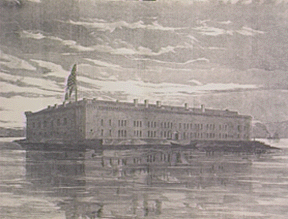
남북 전쟁을 시작한 공격 전의 섬터 요새

무효의 사건들이 일어난 후, 북부에서 반노예주의 운동이 힘을 얻었다. 1850년 북부와 남부 사이에 서부에서 노예 제도를 인정하느냐에 논쟁이 올라갔다. 사우스캐롤라이나주는 합중국으로부터 탈퇴할 우려가 있었다. 그러나 다른 남부의 주들로부터 약간의 성원이 오고 사우스캐롤라이나주는 더 나가서의 활동을 하지 않았다. 1860년 11월 6일 북부 공화당원 에이브러햄 링컨이 대통령으로 선출되었다. 사우스캐롤라이나주는 노예 제도를 폐지하는 데 링컨이 연방 권력을 이용할 것 같은 위협에 놓였다. 그해 12월 20일 사우스캐롤라이나주는 합중국으로부터 탈퇴한 첫 주가 되었다. 1861년 봄으로 봐서 10개의 다른 남부의 주들이 탈퇴 운동에 가입하여 아메리카맹방을 형성하였다.
1861년 4월 12일 남군이 찰스턴 항구에 있는 섬터 요새에 발포하면서 남북 전쟁이 시작되었다. 북군의 군함이 찰스턴 항구를 봉쇄하여 사우스캐롤라이나주의 경제를 망쳤다. 1865년 윌리엄 T. 셔먼 장군이 이끄는 북군이 주에서 많은 경작지들을 파괴하였다. 주도인 컬럼비아를 북군이 점령하였을 때 도시 대부분이 불타고 말았다. 사우스캐롤라이나주에서 온 군인 63,000명의 대략 4분의 1이 전쟁 중에 전사하였다.

### 재건
남북 전쟁이 끝나고 남부 제주 재통합기의 동안에 북군은 사우스캐롤라이나주와 다른 남부의 주들을 점령하였다. 주에서 공화당은 주로 흑인, 북부에 동정심을 가진 자와 전 북부인들로 이루어져 있었다. 공화당은 남부 제주 재통합기의 일부 동안에 정부를 통치하고 북군의 성원을 받았다. 1868년 사우스캐롤라이나주는 주의 새 헌법을 채택하였고, 흑인들에게 투표할 권리를 주었다. 의회는 6월 25일에 사우스캐롤라이나주를 합중국에 재편입시켰다.
1876년 남군의 기마대 영웅이자 민주당 소속의 웨이드 햄프턴이 주지사를 위한 선거에서 공화당 후보를 꺾었다. 공화당원들은 선거 결과들에 도전하고 사우스캐롤라이나주는 몇달 동안 경쟁적 주 정부들을 가졌다. 러더퍼드 B. 헤이스 대통령은 1877년 3월에 연방군을 철수시켰다. 공화당의 권력이 그러고나서 쇠약해지고 민주당이 주의 통치를 얻었다.

### 산업의 번창
1800년대 후반에 사우스캐롤라이나주에서 산업의 번창이 시작되었다. 남북 전쟁 이후에 농장 소득들이 거대하게 쇠퇴하였다. 쇠퇴는 미국의 서부에서 많은 새로운 농장들로부터 경쟁에 의해서였다. 대략 1880년에 사우스캐롤라이나주의 비지니스 소유자들은 섬유 산업을 확장시키기 시작하였다. 수력 발전이 섬유 산업을 위한 에너지의 근원이 되었다. 가난에 살고 있던 수천명의 농부들이 제재소에서 일하는 데 기회를 환영하였다. 북부로부터 다수의 섬유 회사들이 사우스캐롤라이나주로 이동하였으며, 부분적으로 싼 노동력의 장점을 가졌다.
1800년대 후반에 틸먼파라고 불리는 민주당원들의 단체가 사우스캐롤라이나주 정치의 통치를 얻었다. 이 단체는 벤저민 R. 틸먼에 의하여 지도되었다. 1890년 이전에 버본 민주당원들이라 불리는 단체가 사우스캐롤라이나주의 정치를 운영하였다. 버본 민주당원들은 변호사, 경작자와 특히 낮은 지역ㄷ에 권력을 가진 비지니스 간부들이었다. 특히 내륙 지방에 있는 작은 농장들의 소유자들은 농장 가격들이 떨어진 후에 버본 민주당의 통치에 항의하였다. 틸먼은 주 정부에서 넓게 퍼진 개혁을 위한 운동을 벌이고 1890년에 주지사로 선출되었다. 틸먼파들은 새로운 헌법을 다시 썼으나 흑인들의 투표 권리들을 제거하였다. 틸먼은 1895년에 미국 상원이 되었고, 1918년 사망할 때까지 사우스캐롤라이나주의 정치에서 강력한 집행을 남겼다.
1917년 미국이 제1차 세계 대전에 참전한 후, 주의 섬유 제재소들은 군사를 위한 큰 양의 제복을 생산하였다. 1920년으로 봐서 섬유 산업은 대략 54,600명의 근로자들을 고용하고 아직도 번창하고 있었다.
1920년대에 면화씨바구미가 면화의 거의에 손해를 끼쳤다. 많은 농부들은 과일, 담배와 밀을 포함한 다른 수확물들을 재배하기 시작하였다. 그러나 면화는 주요 농산물로 남아있었다. 1930년대의 대공황이 사우스캐롤라이나주에서 넓게 퍼진 실업의 원인을 가져왔다. 1930년대 후반에 대공황이 진정되면서 경제 상태가 향상되었다.

### 1900년대 중반
1900년대 중반은 주가 농업에서 더욱 많은 산업적 경제로 옮겨가면서 거대한 경제의 번영을 가져왔다. 1941년 사우스캐롤라이나 공공 사업국은 샌티 강과 쿠퍼 강 사이에 샌티-쿠퍼 항술 운하와 전력 댐을 완공하였다. 이 5천 7백만 달러의 프로젝트는 전기를 공급하고 산업에 도움을 주었다. 제2차 세계 대전이 일어나는 동안에 많은 군사 기지들이 주에서 설립되었다.
1953년 에이켄 근처에 원자력 위원회의 서배너 강 발전소에서 운영들이 시작되었다. 이 발전소는 주가 원자력 물질을 생산에서 지도적이 되는 데 도움을 주었다. 이 시설은 현재 서배너 강 공장 지대로 알려졌으며, 미국 에너지부를 위한 워싱턴 서배너 강 회사에 의하여 운영되고 있다.
1960년대 동안에 사우스캐롤라이나주의 산업은 지속적으로 확장되고, 주립 개발국에 의하여 후원된 프로그램을 통해서 크게 되었다. 여러 회사들은 4억 달러의 제조업 시설들을 지었다.
1900년대 중반에 민주당은 자신의 사우스캐롤라이나주 정치의 전통적 통치를 거의 잃었다. 1948년 주지사 스트롬 서먼드는 남부 민주당 탈당파에 의하여 대통령을 위한 후보로 임명되었다. 서몬드는 앨라배마주, 루이지애나주, 미시시피주와 사우스캐롤라이나주에서 선거 인단에 의한 투표를 받았다. 1952년, 1956년과 1960년 대통령 선거에서 민주당원들이 간신히 사우스캐롤라이나주를 이겼다. 그러고나서 1964년 주의 선거 인단 투표는 다수에 의하여 공화당 후보 배리 골드워터
에게 갔다. 주는 또한 1968년 리처드 M. 닉슨을 성원하기도 하였다. 1954년 미국 상원에 처음으로 선출된 서몬드는 1964년 민주당을 떠난 공화당원이 되었다. 1900년대 중반에 몇몇의 공화당원들이 주의 입법부에 선출되고 어떤이들은 시장과 시의회의 의원으로 선출되었다.
1940년대 후반 이래 사우스캐롤라이나주의 흑인들은 자라나는 수에서 투표를 해왔다. 1960년대 동안에 흑인들은 시의회 의원과 학교 이사를 포함한 몇몇의 지방 사무소들에 선출되었다. 1970년 3명의 흑인들이 주의 하원 선거를 이겼으며, 1902년 이래 하원을 지내는 데 첫 흑인들이 되었다.
사우스캐롤라이나주의 학교는 1954년 미국 대법원이 의무적인 학교의 인종 분리를 금비한 결정을 내린 데 이어 바뀌었다. 전통적으로 주는 흑인과 백인들을 위하여 갈라진 학교들을 운영하였다. 1960년대에 주의 학교 구역들의 대부분은 인종적으로 합류되었다.

### 1900년대 후반

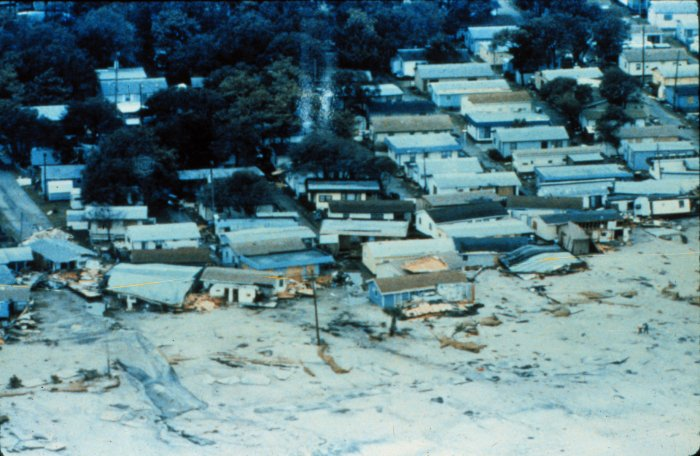
허리케인 휴고에 의하여 파괴된 모습

1970년대 초반에 공화당원들은 증가적으로 정부의 모든 레블에서 후보자들을 제공하기 시작하였다. 이 많은 후보들은 반대없이 민주당원들에 의하여 전통적으로 앉혀있던 사무소들을 추구하였다. 1972년 닉슨은 사우스캐롤라이나주에서 선거 인단을 다시 가져갔다. 1974년 제임스 B. 에드워즈는 100년만에 주지사로 선출되는 데 첫 공화당원이 되었다. 서몬드는 지속적으로 미국 상원에 재선되었다. 1996년 그는 자신의 8번째 임기를 이겼다. 93세의 그는 의회에서 근무하는 데 연장자가 되었다. 1983년 감리교 목사 I. 드퀸시 뉴먼이 1888년 이래 주의 상원을 지내는 데 첫 흑인이 되었다.
흑인과 백인 공화당원들은 지속적으로 주의 정치에서 더욱 큰 역할들을 차지하였다. 더욱 많은 아프리카계 미국인 투표인들이 민주당을 성원하였다. 결과로서 늘어나는 흑인 후보들의 수가 선출되고 정당의 정책들에 영향력을 가지고 있었다.
사우스캐롤라이나주는 더욱 나가서의 산업적 번창에 용기를 주는 일을 하였다. 동시에 주는 공기와 수질 오염에 관한 근심을 늘였다.
1980년대에 사우스캐롤라이나주는 그 학생들을 위한 더 나은 교육을 마련하는 일을 하기 시작하였다. 1984년 주는 교육 향상 결의서를 통과시켰다. 이 결의서는 주의 교육 표준들을 올리고 초등과 중등 교육을 위한 더욱 많은 돈을 마련하였다.
1989년 9월 허리케인 휴고가 주에 타격을 주었다. 찰스턴과 중부 해안의 다른 부분들이 특히 큰 타격을 입었다. 이 허리케인은 주에서 18명의 주민들이 사망하고, 3억 달러의 재산 피해의 원인을 가져왔다.

### 21세기
상원에서 거의 50년을 지내온 후, 서몬드는 100세의 나이로 2003년 1월에 퇴직하였다. 그는 6월에 사망하였다.
2003년 후순에 조지 W. 부시 대통령은 콩가리 스왬프 국립 기념비를 국립 공원으로 지정하는 법령에 서명하였다. 주의 중부에서 컬럼비아의 남동부에 놓인 콩가리 국립 공원은 주에서 첫 국립 공원이 되었다.

## 경제

### 서비스업

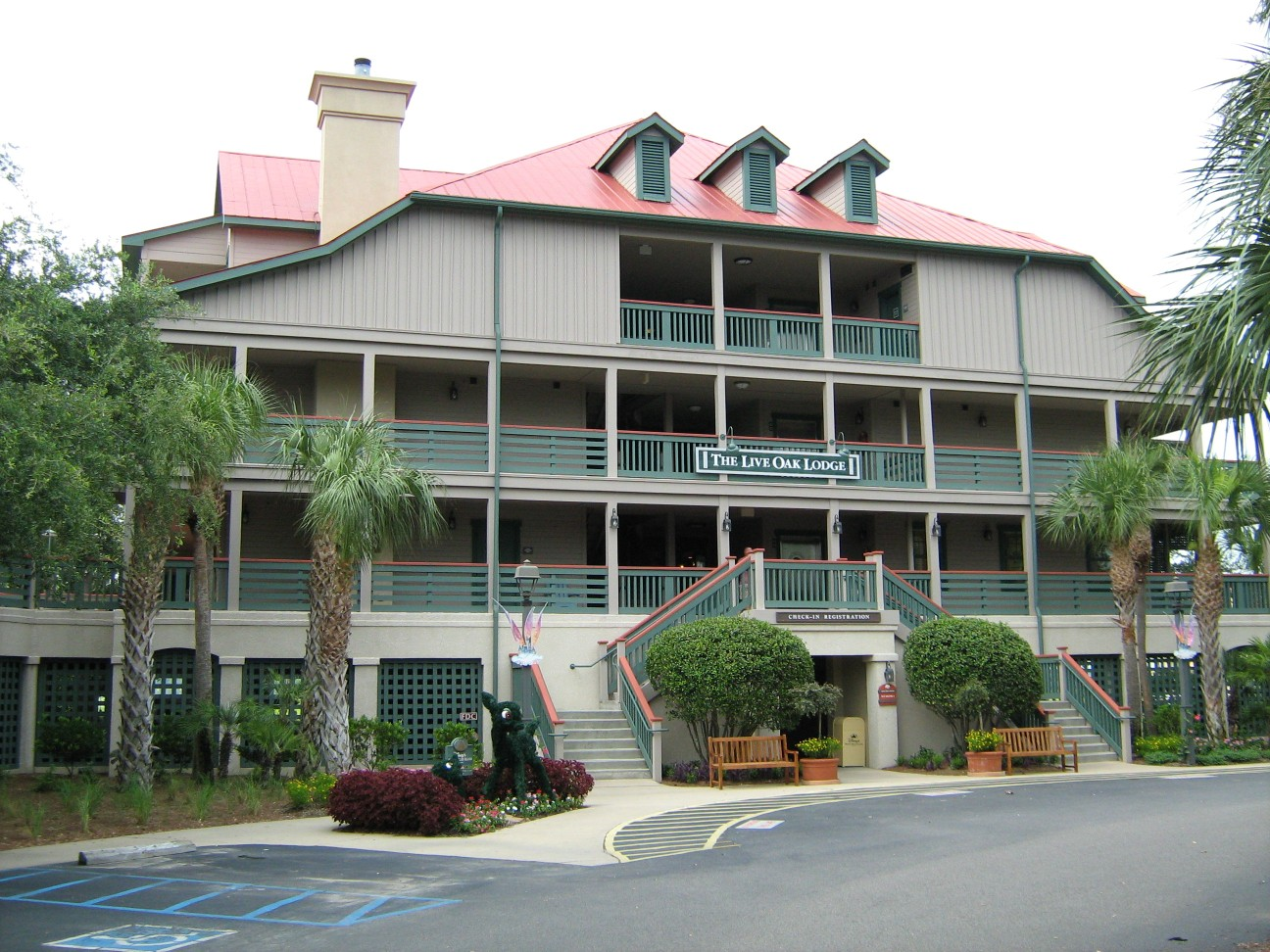
디즈니 힐튼 헤드 아일랜드 리조트

서비스업은 사우스캐롤라이나주의 고용과 국내총생산 양쪽의 가장 큰 부분을 차지한다. 소매상과 개인적 서비스들은 관광업으로부터 거대하게 이익을 본다. 해변, 골프 코스와 머틀 비치와 힐튼 헤드의 유행하는 리조트 호텔들이 해마다 방문객들을 끌어들인다. 찰스턴에서 관광업은 도시의 식민지와 남북 전쟁 이전의 건축물에 집중시킨다. 관광객들에 의하여 쓰여진 돈은 각해에 주의 경제에 수억 달러를 추가한다.
주의 서비스업들의 대부분은 메트로폴리탄 지역들에 집중되어 있다. 주 정부의 사무소들은 컬럼비아에 기지를 두었다. 많은 은행, 호텔, 식당과 소매상들은 찰스턴, 컬럼비아, 그린빌과 머틀 비치 지역들에 있다. 사우스캐롤라이나주는 몇몇의 군사 기지들의 본고장이다. 이 기지들은 해병대 모집 병참부 패리스 아일랜드와 컬럼비아 근처에 미국 육군 훈련 센터를 가진 포트잭슨을 포함한다. 동부 해안의 주요 항구인 찰스턴은 많은 해운 회사들의 본거지이다.

### 제조업

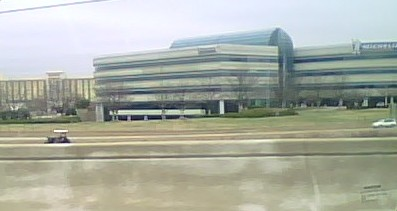
그린빌에 있는 미쉐린 북아메리카 본부

그린빌-스파탄버그 지역은 사우스캐롤라이나주에서 지도적인 제조업의 지역이다. 에이켄, 찰스턴, 컬럼비아와 록힐 지역들도 또한 중요하다.
화학품과 교통 수단은 사우스캐롤라이나주의 지도적인 제조품들이다. 화학품 제조업의 지도적인 중심지들은 에이켄, 컬럼비아, 그린빌과 스파탄버그이다. 자동차와 부품들은 교통 부문의 지도적인 제품들이다. 유럽의 최고 자동차 회사들 중의 하나인 BMW가 그리어에 공장을 두었다.
합성 금속 제품, 기계류, 종이 제품, 플라스틱과 섬유는 사우스캐롤라이나주의 남서부 모퉁이에서 제조된다. 사우스캐롤라이나주는 지도적인 섬유 생산 주들 중에 랭킹으로 들어와있다. 타이어와 다른 제품들의 주요 제조사 미쉐린의 북아메리카 본부가 그린빌에 있다. 엔진, 전동 장치와 터빈은 지도적인 기계 제품들이다.

### 농업
농장지대가 주의 총 지역의 대략 4분의 1을 덮고 있다. 나머지의 거의는 숲들에 의하여 덮어졌다. 임업은 많은 주민들을 위한 중요한 경제적 활동이다.
축산물은 사우스캐롤라이나주 농장 소득의 절반 이상을 마련한다. 닭은 주의 가장 가치적인 농산물이다. 소, 달걀, 돼지와 칠면조도 또한 축산물 소득의 중요한 근원이다. 사우스캐롤라이나주의 서부 절반에는 거의 가금류와 달걀 농장들이 있다. 많은 육우와 젖소들은 주의 북서부 모퉁이에서 찾아진다. 돼지는 주로 주의 동부에서 사육된다.
온실과 종묘의 식물들은 사우스캐롤라이나주에서 가장 가치적인 수확물이다. 담배는 주의 지도적인 수확물 중의 하나이다. 사우스캐롤라이나주는 지도적인 담배 재배주들 중에 랭킹으로 들어와있다. 주의 동부는 담배의 대부분을 생산한다. 농부들은 또한 옥수수, 면화, 건초, 복숭아, 땅콩, 콩과 밀을 재배하기도 한다.

### 광업
깨진 돌과 시멘트는 사우스캐롤라이나주의 가장 가치적인 광물이다. 깨진 돌은 주의 전역을 통하여 체굴된다. 사우스캐롤라이나주는 석조 시멘트의 지도적인 생산주이다. 주는 또한 시멘트를 만드는 데 쓰이는 석회의 이회토, 세라믹에 쓰이는 내화 점토, 화강암, 카올린, 운모 편암과 질석의 생산에서 지도적이다.

### 수산업
새우는 사우스캐롤라이나주의 가장 가치적인 잡이이다. 다른 잡이들은 게, 대합조개, 굴과 도미를 포함한다. 찰스턴과 마운트 플레전트 지역들은 주의 지도적인 수산업 항구를 형성하였다.

## 주민
| 인구조사                      | 인구      | Note | %±    |
| ----------------------------- | --------- | ---- | ----- |
| 1790년                        | 249,073   |      | —     |
| 1800년                        | 345,591   |      | 38.8% |
| 1810년                        | 415,115   |      | 20.1% |
| 1820년                        | 502,741   |      | 21.1% |
| 1830년                        | 581,185   |      | 15.6% |
| 1840년                        | 594,398   |      | 2.3%  |
| 1850년                        | 668,507   |      | 12.5% |
| 1860년                        | 703,708   |      | 5.3%  |
| 1870년                        | 705,606   |      | 0.3%  |
| 1880년                        | 995,577   |      | 41.1% |
| 1890년                        | 1,151,149 |      | 15.6% |
| 1900년                        | 1,340,316 |      | 16.4% |
| 1910년                        | 1,515,400 |      | 13.1% |
| 1920년                        | 1,683,724 |      | 11.1% |
| 1930년                        | 1,738,765 |      | 3.3%  |
| 1940년                        | 1,899,804 |      | 9.3%  |
| 1950년                        | 2,117,027 |      | 11.4% |
| 1960년                        | 2,382,594 |      | 12.5% |
| 1970년                        | 2,590,516 |      | 8.7%  |
| 1980년                        | 3,121,820 |      | 20.5% |
| 1990년                        | 3,486,703 |      | 11.7% |
| 2000년                        | 4,012,012 |      | 15.1% |
| 2010년                        | 4,625,364 |      | 15.3% |
| 2019 (추산)                   | 5,148,714 |      | 11.3% |
| 출처: 1910–2010 2019 estimate |           |      |       |

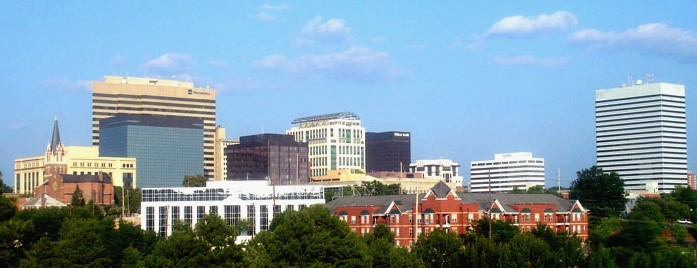
핀레이 공원에서 바라본 컬럼비아의 스카이라인

2000년 미국 인구 조사국은 사우스캐롤라이나주의 인구가 4,012,012명이라고 보고하였다. 주의 인구는 1990년으로 본 3,486,703명에서 15 퍼센트나 증가하였다. 2000년 조사국에 의하면 사우스캐롤라이나주는 50개의 주들 중에 인구에서 26위로 랭킹에 들어와있다.
주에는 10개의 메트로폴리탄 지역들이 있다. 인구의 대략 75 퍼센트는 이 지역들에 산다. 주의 안으로 8개의 메트로폴리탄 지역들이 전적으로 걸쳐 있다. 오거스타(조지아주)-리치먼드 카운티(조지아주)와 샬럿(노스캐롤라이나주)-개스터니아(노스캐롤라이나주)-콩코드(노스캐롤라이나주) 메트로폴리탄 지역들이 사우스캐롤라이나주로 들어가 뻗어 있다.
사우스캐롤라이나주에서 가장 큰 도시들은 크기의 순서로 봐서 컬럼비아, 찰스턴, 노스찰스턴과 그린빌이다. 이 도시들은 50,000명 이상의 인구와 함께 한 도시들일 뿐이다.
많은 사우스캐롤라이나 주민들은 주에 초창기에 온 정착자들의 후손들이다. 대략 29 퍼센트 이상은 아프리카계 미국인이다. 다른 큰 인구 단체들은 독일, 아일랜드, 영국계와 아메리카 인디언 계통이다.

## 기후
| Greenville, South Carolina (Greenville–Spartanburg Int'l), 1981–2010 normals, extremes 1884–present의 기후 | Greenville, South Carolina (Greenville–Spartanburg Int'l), 1981–2010 normals, extremes 1884–present의 기후 | Greenville, South Carolina (Greenville–Spartanburg Int'l), 1981–2010 normals, extremes 1884–present의 기후 | Greenville, South Carolina (Greenville–Spartanburg Int'l), 1981–2010 normals, extremes 1884–present의 기후 | Greenville, South Carolina (Greenville–Spartanburg Int'l), 1981–2010 normals, extremes 1884–present의 기후 | Greenville, South Carolina (Greenville–Spartanburg Int'l), 1981–2010 normals, extremes 1884–present의 기후 | Greenville, South Carolina (Greenville–Spartanburg Int'l), 1981–2010 normals, extremes 1884–present의 기후 | Greenville, South Carolina (Greenville–Spartanburg Int'l), 1981–2010 normals, extremes 1884–present의 기후 | Greenville, South Carolina (Greenville–Spartanburg Int'l), 1981–2010 normals, extremes 1884–present의 기후 | Greenville, South Carolina (Greenville–Spartanburg Int'l), 1981–2010 normals, extremes 1884–present의 기후 | Greenville, South Carolina (Greenville–Spartanburg Int'l), 1981–2010 normals, extremes 1884–present의 기후 | Greenville, South Carolina (Greenville–Spartanburg Int'l), 1981–2010 normals, extremes 1884–present의 기후 | Greenville, South Carolina (Greenville–Spartanburg Int'l), 1981–2010 normals, extremes 1884–present의 기후 | Greenville, South Carolina (Greenville–Spartanburg Int'l), 1981–2010 normals, extremes 1884–present의 기후 |
| 월 | 1월 | 2월 | 3월 | 4월 | 5월 | 6월 | 7월 | 8월 | 9월 | 10월 | 11월 | 12월 | 연간 |
| --- | --- | --- | --- | --- | --- | --- | --- | --- | --- | --- | --- | --- | --- |
| 역대 최고 기온 °F (°C)                                                                                     | 82 (28) | 81 (27) | 91 (33) | 94 (34) | 100 (38)                                                                                                   | 105 (41)                                                                                                   | 107 (42)                                                                                                   | 105 (41)                                                                                                   | 101 (38)                                                                                                   | 97 (36) | 86 (30) | 79 (26) | 107 (42)                                                                                                   |
| 월평균 최고 기온 °F (°C)                                                                                   | 69.4 (20.8)                                                                                                | 72.5 (22.5)                                                                                                | 80.8 (27.1)                                                                                                | 86.0 (30.0)                                                                                                | 90.2 (32.3)                                                                                                | 95.1 (35.1)                                                                                                | 97.3 (36.3)                                                                                                | 95.9 (35.5)                                                                                                | 91.1 (32.8)                                                                                                | 84.4 (29.1)                                                                                                | 77.1 (25.1)                                                                                                | 69.5 (20.8)                                                                                                | 98.6 (37.0)                                                                                                |
| 일평균 최고 기온 °F (°C)                                                                                   | 52.4 (11.3)                                                                                                | 56.6 (13.7)                                                                                                | 64.5 (18.1)                                                                                                | 72.8 (22.7)                                                                                                | 80.2 (26.8)                                                                                                | 87.5 (30.8)                                                                                                | 90.3 (32.4)                                                                                                | 88.6 (31.4)                                                                                                | 82.2 (27.9)                                                                                                | 72.8 (22.7)                                                                                                | 63.5 (17.5)                                                                                                | 54.1 (12.3)                                                                                                | 72.1 (22.3)                                                                                                |
| 일평균 최저 기온 °F (°C)                                                                                   | 32.0 (0.0)                                                                                                 | 34.9 (1.6)                                                                                                 | 41.2 (5.1)                                                                                                 | 48.3 (9.1)                                                                                                 | 57.2 (14.0)                                                                                                | 65.8 (18.8)                                                                                                | 69.4 (20.8)                                                                                                | 68.7 (20.4)                                                                                                | 61.8 (16.6)                                                                                                | 50.4 (10.2)                                                                                                | 41.3 (5.2)                                                                                                 | 34.0 (1.1)                                                                                                 | 50.4 (10.2)                                                                                                |
| 월평균 최저 기온 °F (°C)                                                                                   | 14.6 (−9.7)                                                                                                | 19.0 (−7.2)                                                                                                | 24.2 (−4.3)                                                                                                | 32.6 (0.3)                                                                                                 | 42.7 (5.9)                                                                                                 | 55.0 (12.8)                                                                                                | 61.7 (16.5)                                                                                                | 60.7 (15.9)                                                                                                | 47.9 (8.8)                                                                                                 | 34.1 (1.2)                                                                                                 | 26.0 (−3.3)                                                                                                | 18.1 (−7.7)                                                                                                | 11.8 (−11.2)                                                                                               |
| 역대 최저 기온 °F (°C)                                                                                     | −6 (−21)                                                                                                   | −5 (−21)                                                                                                   | 11 (−12)                                                                                                   | 22 (−6) | 27 (−3) | 40 (4) | 53 (12) | 50 (10) | 32 (0) | 25 (−4) | 11 (−12)                                                                                                   | 3 (−16) | −6 (−21)                                                                                                   |
| 평균 강수량 인치 (mm)                                                                                      | 3.82 (97)                                                                                                  | 3.97 (101)                                                                                                 | 4.52 (115)                                                                                                 | 3.36 (85)                                                                                                  | 3.76 (96)                                                                                                  | 3.80 (97)                                                                                                  | 4.80 (122)                                                                                                 | 4.48 (114)                                                                                                 | 3.43 (87)                                                                                                  | 3.44 (87)                                                                                                  | 3.70 (94)                                                                                                  | 4.11 (104)                                                                                                 | 47.19 (1,199)                                                                                              |
| 평균 강설량 인치 (cm)                                                                                      | 2.3 (5.8)                                                                                                  | 1.0 (2.5)                                                                                                  | 0.9 (2.3)                                                                                                  | trace | 0 (0) | 0 (0) | 0 (0) | 0 (0) | 0 (0) | 0 (0) | 0.1 (0.25)                                                                                                 | 0.4 (1.0)                                                                                                  | 4.7 (12)                                                                                                   |
| 평균 강수일수 (≥ 0.01 in)                                                                                  | 10.2 | 9.2 | 9.6 | 9.0 | 9.7 | 10.4 | 11.7 | 10.4 | 8.1 | 7.2 | 8.9 | 9.8 | 114.2 |
| 평균 강설일수 (≥ 0.1 in)                                                                                   | 1.2 | 0.7 | 0.3 | 0.1 | 0 | 0 | 0 | 0 | 0 | 0 | 0.1 | 0.4 | 2.8 |
| 평균 상대 습도 (%)                                                                                         | 65.8 | 62.6 | 62.1 | 60.7 | 68.5 | 70.5 | 74.0 | 75.6 | 75.8 | 70.9 | 68.2 | 67.7 | 68.5 |
| 평균 월간 일조시간                                                                                         | 176.6 | 182.7 | 236.2 | 264.7 | 269.2 | 270.8 | 267.8 | 253.9 | 229.2 | 235.2 | 184.3 | 169.4 | 2,740 |
| 가능 일조율                                                                                                | 56 | 60 | 64 | 68 | 62 | 62 | 61 | 61 | 62 | 67 | 59 | 55 | 62 |
| 출처: NOAA (relative humidity 1962–1990, sun 1961–1990)                                                    | | | | | | | | | | | | | |